# 薛关遗址
薛关遗址，位于山西省临汾市蒲县薛关镇西约1公里的听水河右岸，是中华人民共和国山西省文物保护单位之一。
1986年8月18日，授予山西省文物保护单位，是一座古遗址。